# 한국여자야구대회
LG배 한국 여자 야구대회는 LG전자와 한국여자야구연맹이 주최하는 대한민국의 여자 야구 대회이다.  2012년 첫 번째 정규리그 첫 번째 시즌이 개막하였고, 대한민국의 28개 여자 야구 구단, 500여명의 선수들이 참가하였다. 2015년부터는 각 팀의 연간순위에 따라 (상위) 챔프리그와 (하위) 퓨처리그로 나누어 토너먼트를 진행하고 있다. 

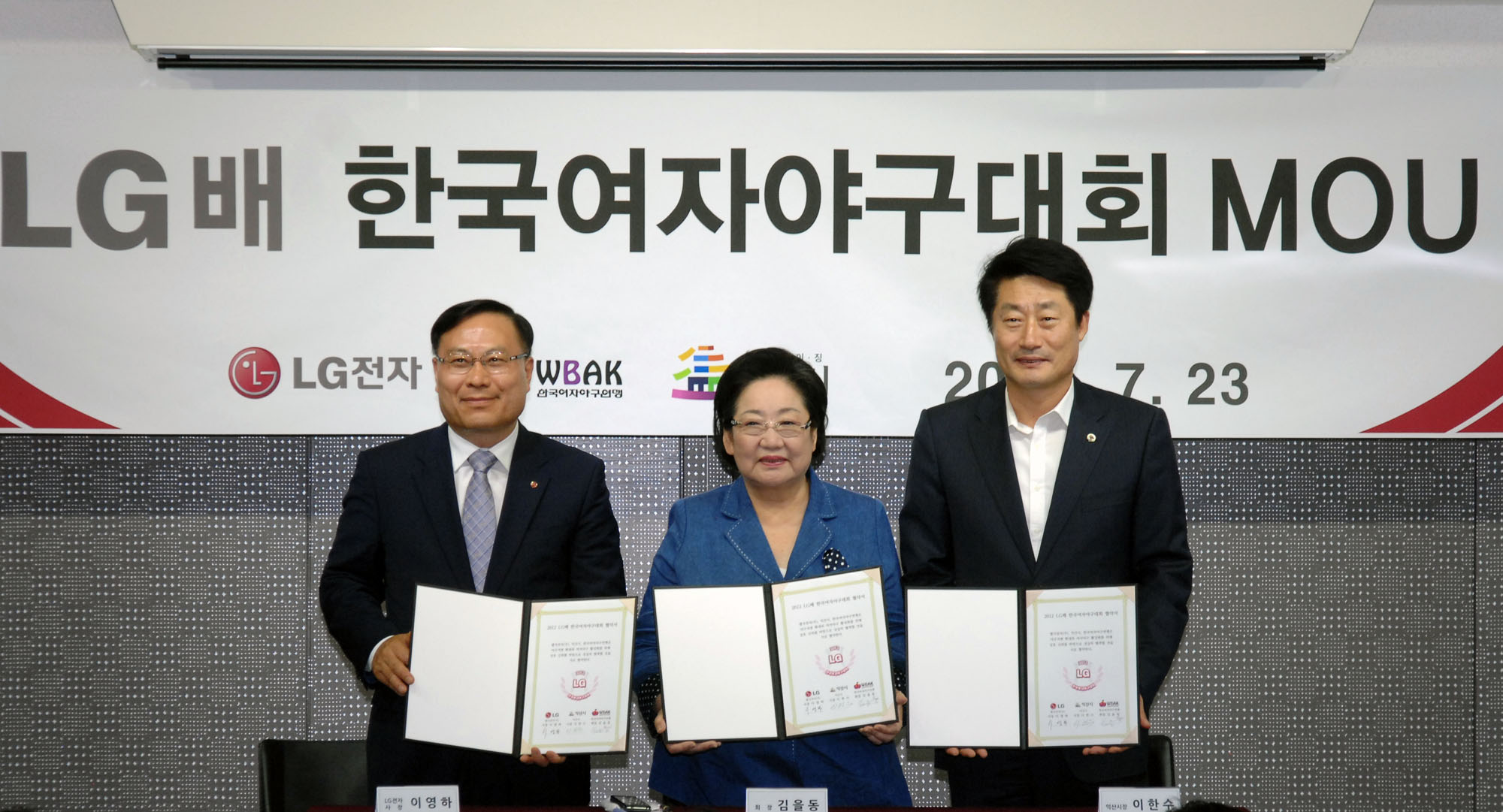
LG전자와 MOU 체결을 하고 있다.

## 2018년 출전팀

### 챔프 리그 (18팀)
- 양구 블랙펄스
- 서울 나인빅스
- 서울 리얼디아몬즈
- 서울 CMS
- 서울 후라
- 서울 퀄리티스타트
- 대전 레이디스
- 서울 이스트서울
- 광주 스윙이글스
- 경주 마이티
- 고흥 리더스
- 대전 미르
- 화성 코리요
- 안양 산타즈
- 인천 오르카
- 서울 위너스
- 남양주 빅사이팅
- 울주 빈

### 퓨처 리그 (21팀)
- 부산 홀릭스
- 서울 WT프렌즈
- 서울 다이노스
- 서울 레드폭스
- 대구 아레스
- 청주 블랙캣츠
- 서울 비밀리에
- 익산 어메이징
- 서울 떳다볼
- 부천 플레이볼
- 서울 아이리스
- 인천 해머스스톰
- 부산 올인
- 서울 무한패밀리
- 서울 비바피닉스
- 서울 팀어센틱
- 광주 골든글러브
- 서울 드래곤볼
- 남양주 골든폭스
- 안양 글로리아
- 서울 레이커스

## 역대 대회 결과
| 연도   | 우승                            | 준우승                      | 3위                               |
| ------ | ------------------------------- | --------------------------- | --------------------------------- |
| 2018년 | 챔프: 나인빅스 퓨처: 해머스스톰 | 챔프: 블랙펄스 퓨처: 떳다볼 | 챔프: CMS 퓨처: 레드폭스          |
| 2017년 | 챔프: 후라 퓨처: 플레이볼       | 챔프: CMS 퓨처: 레이커스    | 챔프: 블랙펄스 퓨처: 퀄리티스타트 |
| 2015년 | 챔프: CMS 퓨처: 후라            | 챔프: 레이커스 퓨처: 빈     | 챔프: 블랙펄스 퓨처: 위너스       |
| 2014년 | 구리 나인빅스                   | 서울 비밀리에               | 고양 레이커스                     |
| 2013년 | 서울 블랙펄스                   | 구리 나인빅스               | 고양 레이커스                     |
| 2012년 | 서울 블랙펄스                   | 고양 레이커스               | 서울 CMS                          |

## 경기 중계
- MBC SPORTS+

## 대진표
- 2012년 LG배 한국여자야구대회 대진표[깨진 링크(과거 내용 찾기)]
- 2012년 LG배 한국여자야구대회 패자부활전 대진표